# Ridin'
"Ridin'" (ou Ridin' Dirty) é uma canção do cantor americano Chamillionaire, gravada em parceria com Krayzie Bone, e lançada em 2006 como segundo single de seu álbum The Sound of Revenge. Seu título é muitas vezes referido erradamente como "Ridin' Dirty", devido ao seu refrão. Sua letra fala sobre a discriminação racial e da brutalidade policial. 
Foi premiada como "Melhor Performance de Rap por um Duo ou Grupo" no Grammy Awards de 2007. Foi também indicada para Melhor Canção Rap. Alcançou a primeira posição na parada musical Billboard Hot 100, onde permaneceu durante duas semanas.

## Faixas
RU - CD: 1
1. "Ridin'" (edição do rádio)
2. "Ridin'" (versão do álbum)

RU - CD: 2
1. "Ridin'" (versão do álbum)
2. "Think I'm Crazy"
3. "Ridin'" (remix Reino Unido) (featuring Sway)
4. "Ridin'" (instrumental)
5. "Ridin'" (vídeo)

## Remixes
Os seguintes artistas fizeram remixes da canção:
- Houston Remix (oficial) - UGK
- New York Remix (oficial) - Papoose & Jae Millz
- West Coast Remix (oficial) - Game & DJ Quik
- "Ridin' Overseas" (oficial) - Akon
- "Ridin'" Remix (não-oficial) - Trae & Krayzie Bone
- "Ridin'" UK Remix (oficial) - Sway
- "Ridin'" NZ Remix (oficial) - Tyree
- "Ridin'" DJay.Jonny.Young Remix (oficial) - Papoose
- "White & Nerdy" (oficial) Paródia - "Weird Al" Yankovic (para Straight Outta Lynwood)
- "Immigration'" (oficial) Paródia - Chingo Bling (para Chingo de Mayo)

## Posições nas paradas
| Parada musical (2006)               | Melhor posição |
| ----------------------------------- | -------------- |
| EUA Billboard Hot 100               | 1              |
| EUA Billboard Hot R&B/Hip-Hop Songs | 7              |
| EUA Billboard Hot Rap Tracks        | 2              |
| EUA Billboard Pop 100               | 3              |
| Irish Singles Chart                 | 2              |
| New Zealand Singles Chart           | 2              |
| UK Singles Chart                    | 2              |
| German Singles Chart                | 8              |
| Austrian Singles Chart              | 13             |
| Swiss Singles Chart                 | 19             |
| Australian Singles Chart            | 24             |
| Swedish Singles Chart               | 25             |
| French Singles Chart                | 40             |
| Portuguese Singles Chart            | 41             |